# 34. domobranski pehotni polk (Avstro-Ogrska)
Za druge 34. polke glejte 34. polk.
34. domobranski pehotni polk (izvirno nemško k.k. Landwehr Infanterie Regiment Nr. 34; dobesedno slovensko: Cesarsko-kraljevi deželnobrambovski pehotni polk št. 34) je bil pehotni polk avstro-ogrskega Domobranstva.

## Zgodovina
Polk je bil ustanovljen leta 1901. 

### Prva svetovna vojna
Polkovna narodnostna sestava leta 1914 je bila sledeča: 75% Poljakov in 25% drugih.
Naborni okraj polka je bil v Jaroslauu in Gródeku Jagiellonskemu, pri čemer so bile polkovne enote garnizirane v Jaroslauu.

## Poveljniki polka
- 1914: Ferdinand Wlaschütz[1]